# Oops!... I Did It Again
Oops!... I Did It Again je drugi glasbeni album ameriške pop pevke Britney Spears. Album je izšel 16. maja 2000 pri založbi Jive Records. Doživel velik komercialni uspeh, saj se je takoj po izidu uvrstil na prvo mesto lestvice Billboard 200, v prvem tednu pa je bilo prodanih 1.319.193 izvodov albuma. To je podrlo rekord za najbolje prodajan album samostojnega ustvarjalca v prvem tednu od izida po podatkih SoundScana. Album je zasedel prvo mesto tudi na trinajstih lestvicah v drugih državah ter se uvrstil med prvih pet v Avstraliji, na Finskem, v Združenem kraljestvu, na Novi Zelandiji in na Japonskem. Kasneje je album prejel diamantno ploščo s strani organizacije Recording Industry Association of America (RIAA)). Poleg tega je bilo do danes prodanih 20 milijonov izvodov, s čimer je postal eden izmed najbolje prodajanih albumov vseh časov ter drugi najbolje prodajani album Britney Spears, takoj po albumu ...Baby One More Time.
Na albumu so izšle tri svetovne uspešnice. Njegov glavni singl, »Oops!...I Did It Again«, je postal mednarodna uspešnica, ki je zasedla prvo mesto na glasbenih lestvicah v Avstraliji, Kanadi, Združenem kraljestvu in še v devetih drugih državah ter se uvrstil med prvih pet na lestvicah v še šestih drugih državah. Drugi singl, »Lucky«, se je uvrstil na prvo mesto na lestvicah v petih različnih državah, medtem ko je pesem »Stronger« (tretji singl z albuma) postala najbolje prodajani singl z albuma v Združenih državah Amerike. Pesem »Stronger« je prejela tudi zlato ploščo s strani organizacije RIAA in še v treh drugih državah. Ob izidu albuma so zaradi pesmi »Dear Diary« začeli hvaliti Britney Spears tudi kot tekstopisko.

## Produkcija
Potem, ko je končala s turnejo ...Baby One More Time Tour in odšla na šestdnevne počitnice, je Britney Spears 20. septembra 1999 odšla nazaj v New York City in začela snemati nadaljevanje svojega debitantskega glasbenega albuma. Kakorkoli že, vse do 1. novembra 1999 ni snemala urejeno. Pri albumu so sodelovali še Max Martin, Eric Foster White, Diane Warren, Babyface in drugi. Od 1. do 7. novembra 1999 je v studiu Cheiron Maxa Martina posnela pesmi »Oops!... I Did It Again«, »Walk On By«, »What U See (Is What U Get)« in »Don't Go Knockin' On My Door«. Tam je posnela tudi nekatere dele pesmi »Stronger« in »Lucky«, vendar so končno različico obeh pesmi posneli šele januarja 2000, skupaj s prvim singlom z albuma, »Oops!...I Did It Again«. Pesem »Where Are You Now« so posneli novembra 1999 v studiu Cheiron in končali januarja 2000 v studiu Battery, NYC.
7. januarja 2000 je Britney Spears posnela že približno polovico albuma. Na (takrat nenaslovljenem) albumu je delala tako v Združenih državah Amerike kot na Švedskem. Takrat je o albumu povedala: »Album bo nekoliko zabavnejši in temnejši od [njenega] prejšnjega materiala.« V tistem času je bila v New York Cityju, kjer je snemala nove pesmi in zaključevala pesmi, ki jih je začela snemati novembra ali decembra. »Ko sem začela snemati prvi album, sem pravkar dopolnila šestnajst let. Mislim, ko pogledam naslovnico za album, si mislim: 'O, moj bog,'« je povedala. »Vem, da bo ta naslednji album popolnoma drugačen - posebno gradivo. Pred samo dvema mesecema sem končala s snemanjem prvih šestih pesmi na Švedskem in gradivo je veliko bolj zabavno in temačno. In, seveda, bolj zrelo, saj sem odrasla tudi kot oseba.« Britney Spears je čutila velik pritisk zaradi »velikanskega komercialnega uspeha« svojega debitantskega albuma, ...Baby One More Time: »Težko je preseči deset milijonov, moram reči. Ampak sedaj, ko sem že slišala in posnela material, sem veliko bolj samozavestna.« Inštrumentalno verzijo pesmi »Can't Make You Love Me« in melodijo zanjo so posneli na Švedskem jeseni leta 1999, vokale pa je Britney Spears posnela sredi januarja v studiu Parc v Orlandu, Florida. Pesem »When Your Eyes Say« Diane Warren so posneli v studiju Battery v New Yorku v petek, 28. januarja 2000, kasneje tistega dne pa je Britney Spears odšla na promocijo albuma v oddajo TRL. Njena verzija pesmi »(I Can't Get No) Satisfaction« je bila posneta v sodelovanju z Rodneyjem Jerkinsom v studiju Pacifique v Hollywoodu, Los Angeles, Kalifornija, od 24. do 26. februarja 2000, potem, ko je nastopila na 42. podelitvi grammyjev. Ob izidu albuma Oops!...I Did It Again je Britney Spears povedala: »Mislim, seveda sem čutila nekaj pritiska. Vendar je [album Oops!... I Did It Again] po mojem mnenju veliko boljši od prvega albuma. Je temnejši - ima več osebnosti. Vsebuje več mene same in mislim, da se bodo najstniki tako lažje vživeli vame.« Geoff Mayfield, vodja Billboardovih lestvic, je dejal, da je bilo to, da so album Oops!... I Did It Again izdali manj kot leto in pol po njenem debitantskem albumu, »zelo pametna odločitev. Moja filozofija je: Če imaš mlajše oboževalce, jim daj, kar želijo, dokler je še sveže.«

## Sprejem kritikov
Večina glasbenih kritikov je albumu Oops!...I Did It Again dodelila pozitivne ocene. Kritiki s spletne strani Metacritic so mu dodelili dvainsedemdeset točk od stotih, kar je temeljilo na dvanajstih ocenah.
David Browne iz revije Entertainment Weekly je menil, da najboljše pesmi spodkopavajo kritike o tem, kaj naj bi predstavljalo teen pop. Producenti in tekstopisci, ki so delali na albumu, kot je na primer Max Martin, so menili, da se album lahko primerja z debitantskim albumom Britney Spears, le da ima več poudarka na bas kitari in ritmu. Azijski MTV je albumu dodelil osem zvezdic od desetih, saj naj bi imel »premeten naslov, nasploh pa oboževalci menijo, da se je Britney nekoliko izboljšala in da je to brilijanten drugi album. Britney je pridobila veliko bolj zrel in primeren videz pop zvezdnice, močnejše in bolj pop pesmi ter, seveda obsežno medijsko izpostavljenost.«. Ker so albumu kritiki dodeljevali tako pozitivne ocene, je bil nazadnje bolje ocenjen od njenega prvega glasbenega albuma. Novinar revije Rolling Stone je albumu dodelil 3,5 zvezdic od 5, s čimer je presegel prvi album, ki je dobil samo dve zvezdici. Albumu so toliko zvezdic dodelili zato, ker naj bi bil »fantastičen pop album z veliko boljšimi pesmimi, kot jih posnameta 'N Sync in BSB«.
Spletna stran Allmusic je albumu dodelila štiri zvezdice od petih, k čemur so napisali še: »Album sestavlja kombinacija sladkih sentimentalnih balad in ljubeznivo-gizdavih pesmi, iz katerih je bil sestavljen tudi album ...Baby One More Time.« Revija NME pa je albumu dodelila osem zvezdic od petih, kar je novinar utemeljil z besedami: »Je moderna pop perfekcija, predstavljena v skoraj človeški obliki.« Britney Spears je novinar opisal kot »zlobnega genija«, njeno glasbo pa je cinično primerjal s ketaminom, drogo, s katero se hitro zasvojiš, saj naj bi, tako kot pri drogi, njeni oboževalci željno pričakovali nova dela.

## Komercialnost
Album Oops!...I Did It Again je takoj ob izidu pristal na prvem mestu lestvice Billboard 200, saj je že v prvem tednu od izida prodal več kot 1,3 milijona izvodov, od tega po podatkih založbe Jive Records 500.000 kopij že v prvem dnevu, s čimer je Britney Spears postala najbolje prodajana ženska ustvarjalka v prvem tednu od izida albuma vseh časov. (Kasneje je Norah Jones z albumom Feels Like Home z 1,02 milijona prodanimi kopijami albuma postavila rekord za najbolje prodajano žensko ustvarjalko v prvem tednu od izida albuma.) Po podatkih glasbene lestvice Billboard 200 poročal, da je album v drugem tednu prodal še dodatnih 612.500 kopij izvodov, vendar je pristala na drugem mestu lestvice, takoj za Eminemovim albumom The Marshall Mathers LP, ki je prodal 1,7 milijona izvodov že v prvem tednu od izida. V tretjem tednu je album Oops!... I Did It Again je album s 442.000 prodanimi kopijami ostal na drugem mestu lestvice. V samo petih tednih od izida je album že prodal 3 milijone kopij izvodov, do avgusta pa se je prodaja povzpela na 5 milijonov. Na drugem mestu lestvice Billboard 200 je album ostal petnajst zaporednih tednov, v štirinajstem in petnajstem tednu je namreč prodal 194.000 in 213.000 kopij izvodov. Nato je album v sedemnajstem tednu od izida pristal na tretjem mestu lestvice Billboard 200, vendar je še istega tedna prejel sedemkratno platinasto certifikacijo s strani organizacije RIAA za 7 milijonov prodanih kopij. V osemintridesetem tednu na lestvici je album Oops!... I Did It Again zasedel sedemintrideseto mestoBillboard 200. Album je vsega skupaj na lestvici Billboard 200 ostal oseminštirideset tednov, na kanadski glasbeni lestvici štiriintrideset tednov in dva tedna na lestvici Catalog Albums Chart.
Album je takoj ob izidu pristal na dvainosemdesetem mestu evropske glasbene lestvice, kjer se je hitro povzpel na prvo mesto, kasneje pa je v Evropi prodal več kot štiri milijone kopij izvodov in prejel štirikratno platinasto certifikacijo s strani organizacije International Federation of the Phonographic Industry. Album Oops!... I Did It Again je na britanski lestvici debitiral na drugem mestu, saj je v državi takoj ob izidu prodal 88.000 kopij izvodov. V prodaji ga je prekosil samo album Whitney: The Greatest Hits Whitney Houston, ki je v prvem tednu od izida prodal 90.000 kopij. Potem, ko je med prvimi petimi albumi ostal štiri tedne, je album počasi začel drseti po lestvici navzdol. Zasedel je tudi prvo mesto na kanadski lestvici, saj je v državi v prvem tednu od izida prodal 95.275 kopij izvodov. Pristal je tudi na vrhu francoske in nemške lestvice ter prejel trikratno platinasto certifikacijo s strani organizacije British Phonographic Industry, platinasto certifikacijo s strani organizacije Syndicat National de l'Édition Phonographique in petkratno zlato certifikacijo s strani organizacije Bundesverband Musikindustrie za 900.000, 300.000 in 750.000 prodanih kopij izvodov.
Poleg tega je album Oops!... I Did It Again maja 2000 pristal na drugem mestu avstralske lestvice in potem, ko je deset tednov ostal med prvimi dvajsetimi albumi na lestvici, je hitro pristal na štiriindvajsetem mestu lestvice, takoj za Santaninim albumom Supernatural. Album je kasneje postal štirinajsti najbolje prodajani album leta 2000 v državi in naslednje leto za 140.000 prodanih kopij izvodov prejel dvakratno platinasto certifikacijo s strani organizacije Australian Recording Industry Association. Album je pristal na drugem mestu novozelandske glasbene lestvice in kasneje prejel dvakratno platinasto certifikacijo s strani organizacije Recording Industry Association of New Zealand.
Album Oops!... I Did It Again je kasneje z 7.893.544 prodanimi kopijami izvodov po podatkih organizacije Nielsen SoundScan postal tretji najbolje prodajani album leta 2000 in zasedel četrto mesto na Billboardovi lestvici najbolje prodajanih albumov ob koncu leta. 24. januarja 2005 je album prejel desetkratno platinasto certifikacijo s strani organizacije Recording Industry Association of America. Poleg tega je pristal na sedemindvajsetem mestu najbolje prodajanih albumov preko kluba BMG Music Club, takoj za albumom The Woman In Me Shanie Twain in Nirvaninim albumom Nevermind (oba sta prodala 1,24 milijona kopij izvodov). Od julija 2009 je v Združenih državah Amerike album prodal 9.184.000 kopij izvodov po podatkih organizacije Nielsen SoundScan, ki pa ne šteje kopij, prodanih preko podjetja BMG Music Service. Vsega skupaj je v ZDA album prodal 10.394.000 izvodov.[*]

## Kontroverznosti
Britney Spears in njena snemalna ter tiskovna podjetja sta tožila dva glasbenika, ki sta trdila, da je bila melodija nekaterih pesmi ukradena od njiju. Michael Cottril in Lawrence Wnukowski sta proti Britney Spears in podjetji Zomba Recording Corp, Jive Records, Wright Entertainment Group in BMG Music Publishing vložila tožbo zaradi avtorskih pravic.
G. Cottril in g. Wnukowski sta trdila, da sta pesmi »What U See (Is What U Get)« in »Can't Make You Love Me« »virtualno identični« eni izmed njunih pesmi. Tiskovni predstavnik britanske založbe Britney Spears, Jive Records, primera ni mogel komentirati. Obe pesmi sta bili del albuma Oops!...I Did It Again.
G. Cottril in g. Wnukowski sta trdila, da sta že leta 1999 napisala pesem »What You See Is What You Get« in jo poslala enemu izmed predstavnikov Britney Spears ter predlagala, naj jo vključijo na enega izmed njenih prihajajočih albumov. Pesem ni bila vključena na album, vendar naj bi melodija pesmi »What U See (Is What U Get)« in »Can't Make You Love Me« temeljila na tej pesmi.

## Promocija
Do konca leta 1999 je Britney Spears hitro začela s promocijo albuma Oops!...I Did It Again v evropskih državah. V Veliki Britaniji je s svojimi prejšnjimi uspešnicami nastopila v oddaji Smash Hits. V Italiji je zgodaj leta 2000 opravila intervju v oddaji TRL Italy. Britney Spears je v sklopu promocije svojega drugega albuma 9. maja 2000 nastopila tudi na prireditvi v Parizu, Francija, kar je bil njen prvi evropski koncert. V Avstraliji je nastopila v oddaji The House of Hits, ki je izšla 13. maja. Istega dne je izšla epizoda še ene avstralske oddaje, Russell Gilbert Live, v kateri je nastopila. V Španiji je 8. septembra in 24. oktobra 2000 opravila intervju v oddaji El Rayo.
Britney Spears je nastopila tudi na več večjih prireditvah v Veliki Britaniji, začenši s koncertoma 7. in 8. oktobra tistega leta v Birminghamu. Nato je nastopila v Londonu, natančneje v areni Wembley, 10., 11. in 12. oktobra, temu pa je sledil koncert v areni Manchester Evening News 13. in 14. oktobra tistega leta. Na turneji je za kratek čas oktobra tistega leta v Veliki Britaniji poleg nje nastopala še glasbena skupina N'SYNC.
V Združenih državah Amerike je 13. maja nastopila v oddaji Saturday Night Live, 15. maja v oddaji The Rosie O'Donnell Show, 26. maja pa v oddaji Teen People's 25 Under 25. 10. maja tistega leta je opravila intervju v oddaji Late Night With Conan O'Brien. 13. maja je gostila in nastopila v NBC-jevi oddaji Saturday Night Live. Nastopila je tudi v NBC-jevi oddaji The Tonight Show with Jay Leno, ki je izšla 23. maja tistega leta. Po nastopu v oddaji TRL je 16. maja priredila zabavo, imenovano »Britney's First Listen« (»Prvič poslušajte Britney«), s katero naj bi hkrati promovirala tudi izid svojega albuma, ki je izšel istega dne. 14. maja je ob 12.00 nastopila na Times Squareu. S pesmijo »Oops!...I Did It Again« je nastopila v MTV-jevi specijalki All Access: Backstage With Britney, ki je izšla 19. julija 2000.
Septembra tistega leta je Britney Spears na podelitvi nagrad MTV Video Music Awards v New York Cityju v dvorani Radio City Music Hall nastopila s svojo uspešnico »Oops!...I Did It Again«, ki je izšla prej tistega leta in lastno različico uspešnice glasbene skupine The Rolling Stones iz leta 1965, »(I Can't Get No) Satisfaction«. Nastopila je oblečena v črno moško obleko, med nastopom pa je občinstvo in medije šokirala, ko si je, stara komaj osemanjst let, strgala obleko in razkrila obleko, sestavljeno iz mnogih kristalov Swarovski.
Mesec dni pred izidom albuma, na velikonočno nedeljo, je Britney Spears odšla na Havaje, kjer je za kanal Fox posnela televizijsko specijalko, naslovljeno kot »Britney Spears In Hawaii«. Brezplačni koncert se je začel ob 18.00. uri na plaži lagune havajske vasi Hilton v Honoluluju, Havaji. Foxov koncert naj bi bil neke vrste predogled vseh novih dvanajstih pesmi iz albuma Oops!...I Did It Again. Britney Spears je odšla na mesec dni dolgo promocijsko turnejo v sklopu promocije albuma Oops!...I Did It Again, 2. maja pa je v Tokiu, v naslednjih dneh pa je v sklopu turneje nastopala tudi v Londonu in na Havajih. Britney Spears je album promovirala tudi z nastopom na 42. podelitvi grammyjev. Istega dne je nastopila tudi v oddaji TRL.

### Turneja
V sklopu promocije albuma so priredili turnejo, imenovano Oops!...I Did It Again World Tour, v sklopu katere je Britney Spears nastopila v Severni Ameriki, Evropi in Južni Ameriki, natančneje na brazilski prireditvi Rock in Rio. Na turneji Crazy 2K Tour je prvič izvedla pesem »Oops!...I Did It Again«. 24. junija 2000 je bila vključena na oglase za šampone znamke Clairol Herbal Essences. Za kampanjo je posnela lastno pesem, imenovano »I've Got the Urge to Herbal«, ki je bila vključena v šestdesetsekundni radijski oglas in je bila del pred-koncertnega posnetka, s katerim se je Britney Spears predstavila na koncertih v petdesetih različnih mestih, podjetje Herbal Essences pa je med drugim tudi sponzoriralo turnejo.

## Singli
Pesem »Oops!...I Did It Again« je izšla kot prvi singl z albuma. Glavni singl je zasedel deveto mesto na lestvici Billboard Hot 100. Čeprav je postal tretji singl Britney Spears, ki je zasedel eno izmed prvih desetih mest na tej lestvici in veliki popularnosti navkljub, je singl predstavljal manjše razočaranje za založbo Britney Spears, Jive Records. Od singla so zaradi uspeha njenega debitantskega singla, »"...Baby One More Time«, namreč pričakovali več. Pesem »Oops!...I Did It Again« je pristala na prvem mestu lestvice Top 40 Mainstream, do danes pa ostaja pesem, ki so jo v enem dnevu največkrat predvajali na radiu. Na glasbeni lestvici v Združenem kraljestvu je pesem »Oops!...I Did It Again« zasedla prvo mesto, s čimer je postala tretja uspešnica Britney Spears, ki se je uvrstila na vrh te lestvice, po pesmih »...Baby One More Time« in »Born To Make You Happy«. Pesem »Lucky« je izšla kot drugi singl z albuma. Na lestvici Billboard Hot 100 je zasedla samo triindvajseto mesto ter na devetem mestu lestvice Top 40 Mainstream. Singl pa je požel velik uspeh v Veliki Britaniji, kjer je na državni glasbeni lestvici zasedel peto mesto.
Pesem »Stronger« je postala tretji singl z albuma in tudi tretji singl z albuma, ki je zasedel eno izmed prvih desetih mest na britanski glasbeni lestvici. Postal je drugi na lestvicah najbolje uvrščeni singl z albuma in po vsej verjetnosti tudi najuspešnejši. Zasedel je enajsto mesto na lestvici Billboard Hot 100 in prvo mesto na lestvici najbolje prodajanih singlov. Singl pa v Veliki Britaniji ni bil tako uspešen kot njegovi predhodniki, vendar je kljub temu zasedel sedmo mesto na državni glasbeni lestvici.
Pesem »Don't Let Me Be the Last to Know« je izšla kot četrti singl z albuma in hkrati tudi zadnji singl, izdan v Združenih državah Amerike. Singl ni požel pričakovane uspešnosti, saj se sploh ni uvrstil na lestvici Billboard Hot 100 in Top 40 Mainstream. Na britanski lestvici je singl zasedel dvanajsto mesto. Pesem »When Your Eyes Say It« so nameravali izdati kot četrti singl z albuma, vendar so izid nazadnje ukinili in jo kot promocijski singl izdali samo preko radijev. Pesem »You Got It All« je kot promocijski singl izšla v Franciji.

## Seznam pesmi
| Št. | Naslov                             | Pisec                                                 | Producent(i)                      | Dolžina |
| --- | ---------------------------------- | ----------------------------------------------------- | --------------------------------- | ------- |
| 1.  | „Oops!... I Did It Again‟          | Max Martin, Rami Yacoub                               | Martin, Yacoub                    | 3:31    |
| 2.  | „Stronger‟                         | Martin, Yacoub                                        | Martin, Yacoub                    | 3:23    |
| 3.  | „Don't Go Knockin' on My Door‟     | Yacoub, Jake Schulze, Alexander Kronlund, Martin      | Schulze, Yacoub                   | 3:14    |
| 4.  | „(I Can't Get No) Satisfaction‟    | Mick Jagger, Keith Richards                           | Rodney »Darkchild« Jerkins        | 4:28    |
| 5.  | „Don't Let Me Be the Last to Know‟ | Robert Lange, Shania Twain, Keith Scott               | Lange                             | 3:50    |
| 6.  | „What U See (Is What U Get)‟       | Per Magnusson, David Kreuger, Jörgen Elofsson, Yacoub | Magnusson, Kreuger, Yacoub        | 3:16    |
| 7.  | „Lucky‟                            | Martin, Yacoub, Kronlund                              | Martin, Yacoub                    | 3:25    |
| 8.  | „One Kiss from You‟                | Steve Lunt                                            | Steve Lunt, Larry »Rock« Campbell | 3:23    |
| 9.  | „Where Are You Now‟                | Martin, Andreas Carlsson                              | Martin, Yacoub                    | 4:39    |
| 10. | „Can't Make You Love Me‟           | Kristian Lundin, Carlsson, Martin                     | Lundin, Schulze                   | 3:16    |
| 11. | „When Your Eyes Say It‟            | Diane Warren                                          | Lunt, Robert "Esmail" Jazayeri    | 4:06    |
| 12. | „Dear Diary‟                       | Britney Spears, Jason Blume, Eugene Wilde             | Timmy Allen, Barry J. Eastmond    | 2:46    |

| Japonske, evropske in latino-ameriške dodatne pesmi | Japonske, evropske in latino-ameriške dodatne pesmi | Japonske, evropske in latino-ameriške dodatne pesmi | Japonske, evropske in latino-ameriške dodatne pesmi | Japonske, evropske in latino-ameriške dodatne pesmi |
| Št.                                                 | Naslov                                              | Pisec                                               | Producent(i)                                        | Dolžina                                             |
| --------------------------------------------------- | --------------------------------------------------- | --------------------------------------------------- | --------------------------------------------------- | --------------------------------------------------- |
| 12.                                                 | „Girl in the Mirror‟                                | Elofsson                                            | Magnusson, Kreuger                                  | 3:36                                                |
| 13.                                                 | „You Got It All‟                                    | Rupert Holmes                                       | Eric Foster White                                   | 4:09                                                |
| 14.                                                 | „Heart‟                                             | George Teren, Wilde                                 | Steve Lunt, Larry Campbell                          | 3:01                                                |

## Ostali ustvarjalci
| - Vokali, spremljevalni vokali, besede: Britney Spears - Čelo: Jeanne LeBlanc, Jesse Levy, Kermit Moore, Eugene J. Moye - Urejanje: Harvey Mason, st. - Asistent inženirja: Bobby Brown, Flip Osman, Clayton Wood, Anthony Ruotolo, Alfred Bosco, Shane Stoneback - Inženir, asistent inženirja: Charles McCrorey - Inženir, mešanje: Michel Gallone - Inženir, vokalni inženir, mešanje: Chris Trevett - Inženir: Eric Gast, Tim Donovan, Harvey Mason, ml., Dan Gellert, John Amatiello, Chris Tergesen - Mešanje: Stephen George, Dexter Simmons - Vokalni inženir: Michael Tucker - Umetniška režija, oblikovanje: Jackie Murphy - Slika iz ozadja: Mark Seliger - Bas kitara, kitara, producent, programiranje tolkal: Larry »Rock« Campbell - Bas kitara: Marji Danilow, Judith Sugarman, Thomas Lindberg - Kiara: Esbjörn Öhrwall, Johan Carlberg, Michael Thompson - Frizer: Kali - Harfa: Gloria Agostini - Klaviatura, programiranje, producent, mešanje, besede: Max Martin - Klaviatura, producent, programiranje tolkal: Robert »Esmail« Jazayeri - Klaviatura, programiranje, producent, mešanje: Per Magnusson, Jake, Kristian Lundin, Rami, David Kreuger | - Klaviatura: Kent Wood - Ličila: Elan Bongiorno - Menedžer: Johnny Wright - Urejanje: Tom Coyne - Mešanje: Nigel Green - Fotografija: Jon Ragel - Klavir, urejanje, klaviatura, producent, inženir, urejanje orkestra: Barry Eastmond - Producent, inženir, vokalno urejanje, mešanje: Rodney Jerkins - Producent: Robert John, Timmy Allen - Programiranje: Richard Meyer alias Swayd, Cory Churko, Kevin Churko - Koordinator: William Meade - Stilist: Hayley Hill - Viola, vodja orkestra: Alfred V. Brown - Viola: Julien Barber, Olivia Koppell, Harry Zaratzian, Maxine Roach, Stephanie Baer - Violina, koncertno urejanje: Richard Henrickson - Violina: Sanford Allen, Belinda Whitney-Barratt, Sandra Billingslea, Winterton Garvey, Gerald Tarack, Joyce Hammann, Stanley Hunte, Regis Iandiorio, Gene Orloff, Marion Pinhiero, Marti Sweet, Amahid Ajemian, Xin Zhao, Margaret Magill, Ashley Horne - Spremljevalni vokali: Nikki Gregoroff, Audrey Martells, Nana Hedin, Darryl Anthony, Nora Payne, Jeanette Söderholm, Therese Ancker, Charlotte Björkman, Andres Von Hofsten, Nina Woodford, Mona Yacoub, Jeanette Olsson, Stephanie Baer |

## Dosežki
| Lestvica (2000)                                                | Dosežek |
| -------------------------------------------------------------- | ------- |
| Avstralija (ARIA Charts)                                       | 2       |
| Avstrija (Austrian Albums Chart)                               | 1       |
| Belgija (Flandrija; Ultratop 50)                               | 1       |
| Belgija (Valonija; Ultratop 40)                                | 1       |
| Kanada (Canadian Albums Chart)                                 | 1       |
| Danska (International Federation of the Phonographic Industry) | 2       |
| Nizozemska (MegaCharts)                                        | 1       |
| Evropa (European Top 100 Albums)                               | 1       |
| Francija (Syndicat National de l'Édition Phonographique)       | 1       |
| Finska (Mitä hittiä)                                           | 2       |
| Nemčija (Media Control Charts)                                 | 1       |
| Madžarska (Mahasz)                                             | 1       |
| Japonska (Oricon)                                              | 4       |
| Mehika (Mexican Albums Chart)                                  | 1       |
| Nova Zelandija (Recording Industry Association of New Zealand) | 2       |
| Norveška (VG-lista)                                            | 1       |
| Poljska (OLiS)                                                 | 10      |
| Švedska (Sverigetopplistan)                                    | 1       |
| Švica (Swiss Albums Chart)                                     | 1       |
| Združeno kraljestvo (UK Albums Chart)                          | 2       |
| Združene države Amerike (Billboard 200)                        | 1       |

### Certifikacije
| Država                  | Organizacija | Certifikacija  | Prodaja       |
| ----------------------- | ------------ | -------------- | ------------- |
| Argentina               | CAPIF        | Platinasta     | 60.000        |
| Avstralija              | ARIA         | 3× Platinasta  | 210.000       |
| Avstrija                | IFPI         | Platinasta     | 50.000        |
| Belgija                 | Ultratop     | 3× Platinasta  | 150.000       |
| Brazilija               | ABPD         | Zlata          | 100.000       |
| Kanada                  | CRIA         | 5× Platinasta  | 710.044       |
| Evropa                  | IFPI         | 4× Platinasta  | 4.000.000     |
| Finska                  | IFPI         | Platinasta     | 54.274        |
| Francija                | SNEP         | Platinasta     | 420.800       |
| Nemčija                 | BVMI         | 3x Platinasta  | 900.000       |
| Madžarska               | Mahasz       | Zlata          | 25.000        |
| Mehika                  | AMPROFON     | 2× Platinasta  | 300.000       |
| Nizozemska              | NVPI         | 2× Platinasta  | 160.000       |
| Nova Zelandija          | RIANZ        | 2× Platinasta  | 30.000        |
| Norveška                | IFPI         | Platinasta     | 50.000        |
| Poljska                 | ZPAV         | Diamantna      | 500.000       |
| Portugalska             | IFPI         | Platniansta    | 40,000+       |
| Švedska                 | IFPI         | Platinasta     | 80.000        |
| Švica                   | IFPI         | 2× Platinasta  | 100.000       |
| Velika Britanija        | BPI          | 3× Platinasta  | 900.000       |
| Združene države Amerike | RIAA         | 10× Platinasta | 10.398.000[*] |

Opombe:
- ^  * Od julija 2009 je album po podatkih Nielsen SoundScana v Združenih državah Amerike prodal 9.188.000 kopij izvodov,[112][113] poleg tega pa naj bi prodal še dodatnih 1.210.000 kopij preko podjetja BMG Music Clubs.[55] Nielsen SoundScan ne šteje albumov, prodanih preko klubov v lasti podjetja BMG Music Service, ki so bili zelo popularni v devetdesetih.[56]

## Nagrade
| Leto | Nagrada                          | Kategorija                               | Osvojila? |
| ---- | -------------------------------- | ---------------------------------------- | --------- |
| 2000 | Billboard Music Awards           | Lomilec rekordov leta 2000               | Da        |
| 2000 | Billboard Music Awards           | Album ustvarjalca leta 2000              | Da        |
| 2001 | American Music Awards            | Najljubši pop/rock album                 | Ne        |
| 2001 | Grammy                           | Najboljši pop vokalni album              | Ne        |
| 2001 | Juno Awards                      | Najbolje prodajani album - Tuj ali domač | Ne        |
| 2001 | Blockbuster Entertainment Awards | Najljubši CD »Oops!... I Did It Again«   | Ne        |